# جواو فيكتور (لاعب كرة قدم مواليد 2000)
جواو فيكتور لوكاس ويسنر (مواليد 23 مارس 2000)، هو لاعب كرة قدم يلعب كمدافع يلعب حالياً في نادي بني ياس كلاعب مقيم.